# Лилехамер
Лилехамер (норв. Lillehammer) је значајан град у Норвешкој. Град је у оквиру покрајине Источне Норвешке и седиште и највећи град округа Опланд.
Према подацима о броју становника из 2011. године у Лилехамеру живи око 21 хиљада становника, док у општини живи око 27 хиљада становника.
У Лилехамеру су 1994. године одржане Зимске олимпијске игре. Након тога се Лилехамер наметнуо као једно од најпопуларнијих мјеста за одржавање такмичења у зимским спортовима.

## Географија
Град Лилехамер се налази у јужном делу Норвешке. Од главног града Осла град је удаљен 185 km северно од града.
Рељеф: Лилехамер се налази у средишњем делу Скандинавског полуострва. Град се развио на обали језера Мјеса, у области Гудбрандсдал. Изнад града се стрмо издижу планине. Сходно томе, надморска висина града иде од 120 до преко 350 м надморске висине. Оваква покренутост терена и близина планина омогућила је изванредне могућности за развој зимских спортова.
Клима: Клима у Лилехамеру је континентална са утицајем и Голфске струје. Њу одликују оштре зиме и блага лета.
Воде: Лилехамер се развио на североисточној обали великог норвешког језера Мјеса, у близини где у њега утиче значајна норвешка река Логен. Пре пар деценија ово дугуљасто, а узано језеро је премошћено у подручју града, па се Лилехамер почео ширити и на другој обали језера.

## Историја
Први трагови насељавања на месту данашњег Лилехамера јављају се у доба праисторије. Данашње насеље основано је у средњем веку и први пут се спомиње 1390. године. Тек почетком 19. века оно добила црте трговишта, па је 1838. године проглашено градом.
Током петогодишње окупације Норвешке (1940—45) од стране Трећег рајха Лилехамер и његово становништво нису значајније страдали.
Године 1973, у Лилехамеру агенти израелске тајне службе Мосад су убили мароканског конобара, мислећи да је ријеч о палестинском терористи одговорном за Минхенски масакр.
Од 80-их година 20. века град се развоја као стециште зимских спортова. Врхунац ове иницијативе био је одржавање Зимских олимпијских игара у Лилехамеру 1994. године. Након тога се Лилехамер наметнуо као једно од најпопуларнијих мјеста за одржавање такмичења у зимским спортовима, али и других свечаности и окупљања. Тако је 2004. године ту одржана Дечја песма Евровизије.

## Становништво
Данас Лилехамер има око 21 хиљаду у градским границама, односно око 27 хиљада у оквиру општине. Последњих година број становника у граду се повећава по годишњој стопи од 0,5%.

## Привреда
Привреда Лилехамера се традиционално заснивала на дрвеној индустрији. Последњих година значај индустрије је незнатан, али је значај туризма, трговине, пословања и услуга све већи.

## Туризам
Лилехамер је данас препознатљив по зимским спортовима, па се у граду и плнинском окружењу виде бројне скакаонице, ски-стазе, хотели и сл.
Средиште града је окружено дрвеним кућама с краја 19. вијека, а одатле се пружа призор на оближње језеро Мјеса и ријеку Лаген, окружене планинама.

## Партнерски градови
- Отрон
- Хејвард (Висконсин)
- Hørsholm Leksand
- Оберхоф
- Oulainen
- Shiozawa
- Диселдорф
- Leksand Municipality
- Радвилишкис

## Галерија
- Олимпијска скакаоница у Лилехамеру
- Сторгата, главна пешачка улица
- Саборна црква Лилехамера
- Дворана спортова Краља Хокона